# Pracownia Pytań Granicznych Uniwersytetu im. Adama Mickiewicza w Poznaniu
Pracownia Pytań Granicznych Uniwersytetu im. Adama Mickiewicza w Poznaniu – jednostka międzywydziałowa Uniwersytetu im. Adama Mickiewicza, powołana od 1 listopada 2006 r. do organizowania badań i dydaktyki eksplorujących i przekraczających granice poszczególnych dyscyplin akademickich. Powstała na mocy uchwały Senatu UAM z dn. 30 października 2006 r., który zatwierdził jej regulamin. Siedziba Pracowni mieści się w Collegium Maius w Poznaniu.
Zadaniem Pracowni Pytań Granicznych jest wyznaczanie obszarów badań granicznych (interdyscyplinarnych i transdyscyplinarnych), a także pól granicznych między nauką a innymi formami aktywności intelektualnej; tworzenie koncepcji metodycznych i organizowanie badań i studiów w ramach wyznaczonych obszarów. Pracownia oferuje szereg propozycji dydaktycznych dla studentów wszystkich kierunków uniwersytetu, w szczególności wykłady interdyscyplinarne, które wygłaszają specjaliści rozmaitych dyscyplin akademickich.
Od października 2006 odbywają się także seminaria otwarte "Graniczność jako perspektywa poznawcza", na których dyskutuje się problemy pojawiające się na styku różnych kierunków badań (w szczególności nauk humanistycznych i ścisłych). Pracownia współorganizuje sesje i konferencje naukowe (np. "Kosmologiczne dylematy fizyki i filozofii", Poznań, 24-25.10.2006; "Narracje o Polsce a problem ideologii", Poznań, 17-18.05.2007; "Medializacja pamięci zbiorowej w kulturze współczesnej", Poznań, 19.11.2007; "Fizyka a umysł", Poznań, 23-24.11.2007 i in.). W ramach Pracowni prof. Tomasz Polak prowadzi cykl wykładów pt. "Uniwersum wczesnych chrześcijan – rekonstrukcja i znaczenie krytyczne" poświęcony historii wczesnego "ruchu Jezusa" z I w. n.e. i mitologizacji/teologizacji postaci jego założyciela.
Pracownia nawiązała współpracę z pokrewnymi inicjatywami akademickimi w Europie, w szczególności z Centrum Studiów Teoretycznych Uniwersytetu Karola w Pradze (Centrum pro teoretická studia, jeden z jej animatorów, prof. Jan Sokol, jest konsultantem Rady Pracowni) i z Kolegium Fryderyka Nietzschego w Weimarze (Kolleg Friedrich Nietzsche der Klassik Stiftung Weimar).
W czerwcu 2017 Pracownika została przekształcona w Ośrodek Uniwersytecki "Pracownia Pytań Granicznych", podlegający bezpośrednio Rektorowi UAM.

## Rada
Członkami Rady Pracowni są przedstawiciele wydziałów UAM: psycholog i metodolog, dyrektor Instytutu Psychologii UAM, prof. Jerzy Brzeziński (przewodniczący Rady), matematyk, logik i filozof matematyki, prof. Roman Murawski (Wydział Matematyki i Informatyki UAM), specjalista w zakresie andragogiki, prof. Kazimierz Przyszczypkowski (Wydział Studiów Edukacyjnych UAM), biolog i antropolog, prof. Jan Strzałko (Wydział Biologii UAM) oraz filozof fizyki, prof. Antoni Szczuciński (Wydział Nauk Społecznych UAM). Współpracę z Pracownią podjęli także literaturoznawcy i humaniści: prof. Tadeusz Sławek (Wydział Filologiczny Uniwersytetu Śląskiego w Katowicach) i prof. Michał Głowiński z Instytutu Badań Literackich PAN, a także dr Rüdiger Schmidt-Grépály z Kolleg Friedrich Nietzsche w Weimarze.